# Windhoek-Wanaheda
Wanaheda ist eine unter der südafrikanischen Apartheidspolitik in den 1950er Jahren entstandene Vorstadt der namibischen Hauptstadt Windhoek. Der Name leitet sich von den Stammesnamen seiner ersten Bewohner Wambo, Nama, Herero und Damara ab. Der formelle Stadtteil wurde in den 1980er Jahren weiter ausgebaut und hat mit 19.300 Einwohnern (Stand 2010) die dritthöchste Einwohnerzahl aller Stadtteile in Windhoek.
Heute (Stand Juli 2019) ist Wanaheda ein sozial gemischter Stadtteil, wird aber nach wie vor ausschließlich von Schwarzen bewohnt. Der ehemals gleichnamige Wahlkreis (2003 umbenannt zu Ehren des ehemaligen Präsidenten von Mosambik, Samora Machel) hat 29.051 Einwohner (Stand 2008).
Im Wanaheda befindet sich das KAYEC (Katutura Youth Enterprise Centre), das 1995 vom ersten Präsidenten Namibias, Sam Nujoma, ins Leben gerufen wurde. Das Zentrum fördert junge Unternehmer bei ihrer Firmengründung im informellen Sektor und unterstützt arbeitslose Jugendliche bei der Suche nach einer Beschäftigung im formellen Sektor.